# 919

## Събития
- Хайнрих I Птицелов става крал на Източното франкско царство.